# Sabina z Troyes
Svatá Sabina z Troyes byla ve 3. století křesťanská panna.
Původem byla Řekyně a sestra svatého Sabiniána z Troyes. Pokřtěna byla římským knězem Eusebiem, který se stal papežem. Její rodiče byli pohané a proto odešla za svým bratrem do Gálie. Když se blížila k městu Troyes dozvěděla se o smrti svého bratra a proto se začala modlit za to aby sním mohla byt brzy v nebi. Podle tradice zemřela ihned po modlitbě.
Zemřela roku 276.
Její svátek se slaví 29. srpna.